# 施克伦
施克伦（德語：Schkölen，發音：[ˈʃkøːlən] ⓘ）是德国图林根州萨勒-霍尔茨兰县的城市，面积53.43平方千米，2023年12月31日人口为2,592人。